# Ceraturgus similis
Ceraturgus similis är en tvåvingeart som beskrevs av Johnson 1912. Ceraturgus similis ingår i släktet Ceraturgus och familjen rovflugor. Inga underarter finns listade i Catalogue of Life.